# Schultesiophytum chorianthum
Schultesiophytum chorianthum Harling – gatunek wieloletnich chamefitów z monotypowego rodzaju Schultesiophytum z rodziny okolnicowatych, występujący w Kolumbii, Ekwadorze i Peru.

## Morfologia
PokrójRośliny naziemne.
ŁodygaKrótka, rozgałęziająca się monopodialnie.
LiścieUlistnienie skrętoległe. Blaszki liściowe dwuklapowe.
KwiatyKwiaty jednopłciowe, zebrane w kolbę wspartą przez 3–4 pochwy liściowe, położone poniżej kwiatostanu. Kolby cylindryczne. Kwiaty męskie symetryczne, szypułkowe, liczące od 15 do 30 pręcików. Główki pręcików wąsko podługowate, ze spłaszczonym, ostrym i sterylnym wierzchołkiem. Listki okwiatu brodawkowate. Kwiaty żeńskie wolne, z dobrze rozwiniętymi listkami okwiatu. Łożyska 4, parietalne. Szyjki słupków bardzo krótkie lub nieobecne.
OwoceJagodopodobne, wolne.

## Systematyka
Pozycja systematyczna według Angiosperm Phylogeny Website (aktualizowany system APG IV z 2016)Należy do podrodziny Carludovicioideae, rodziny okolnicowatych, w rzędzie pandanowców (Pandanales) zaliczanych do jednoliściennych (monocots).
Typ nomenklatorycznyHolotypem gatunku jest okaz zielnikowy zebrany przez Schultesa i Blacka w październiku 1945 roku w Kolumbii, nad rzeką Loretoyacu (dopływ Putumayo), przechowywany w zbiorach Smithsonian Institution.